# Justin Watson
Justin Watson é um ex-jogador profissional de futebol americano estadunidense que foi campeão da temporada de 1999 da National Football League jogando pelo St. Louis Rams.